# Departamento de Ngo-Ketunjia
Ngo-ketunjia es un departamento de la región Noroeste de Camerún. En noviembre de 2005 tenía una población censada de 187 348 habitantes.
Está formado por los siguientes municipios:
- Babessi 49,208
- Balikumbat 68,537
- Ndop 69,603